# Kostas Tanos
Konstandinos „Kostas” Tanos (gr. Κωνσταντίνος „Κώστας” Θάνος; ur. 1 stycznia 1973) – grecki zapaśnik walczący w stylu klasycznym. Olimpijczyk z Sydney 2000, gdzie zajął czwarte miejsce w kategorii 97 kg.
Czterokrotny uczestnik mistrzostw świata; ósmy w 2003. Brązowy medalista mistrzostw Europy w 1997. Wicemistrz igrzysk śródziemnomorskich w 2001 i trzeci w 1997. Drugi na igrzyskach wojskowych w 1999 roku.
- Turniej w Sydney 2000

Pokonał Australijczyka Bena Vincenta, Parka U z Korei Południowej i Szwajcara Ursa Bürglera. W półfinale przegrał z Dawydem Sałdadze z Ukrainy a w pojedynku o trzecie miejsce z Amerykaninem Garrettem Lowneyem.